# Star Wars: Knights of the Old Republic II - The Sith Lords
 (octobre 2019).
Si vous disposez d'ouvrages ou d'articles de référence ou si vous connaissez des sites web de qualité traitant du thème abordé ici, merci de compléter l'article en donnant les références utiles à sa vérifiabilité et en les liant à la section « Notes et références ».
Star Wars: Knights of the Old Republic II - The Sith Lords (appelé aussi KOTOR 2 ou encore TSL) est un jeu vidéo de rôle issu de la franchise Star Wars. Il est sorti le 11 février 2005 sur Xbox et PC, a été développé par Obsidian Entertainment et édité par LucasArts. Il fait suite au jeu Star Wars: Knights of the Old Republic, ces deux titres servant de prélude (bien que distant d'environ 350 ans dans la chronologie de la franchise) au MMORPG de Bioware Star Wars: The Old Republic.

## Synopsis
Cinq ans après les événements du premier épisode, et 3951 ans environ avant la bataille de Yavin décrite dans l'épisode IV , le joueur y incarne un Jedi (dont il peut définir l'apparence, les attributs, et jusqu'au sexe) banni par le Conseil des Jedi pour avoir suivi Dark Revan pendant les Guerres Mandaloriennes, et coupé en conséquence de son lien avec la Force par punition. Mais durant son exil, les Siths sont subitement sortis de l'ombre sous la forme d'un Triumvirat composé des seigneurs noirs Dark Traya, Dark Sion et Dark Nihilus, et ont commencés à assassiner de nombreux Jedi et à attaquer ce qu'il restait de la République à la suite des événements du premier jeu, le tout avec une stratégie et une discrétion hors du commun. La plupart des maîtres jedi survivants ont décidés de se cacher un peu partout dans la galaxie en attendant que la menace à l'origine des troubles ne se montre vraiment.
L'ancien(ne) jedi exilé(e) et les divers alliés qu'il/elle rencontrera au cours de l'aventure se donneront donc pour objectif de localiser et rencontrer les maîtres jedi, soit pour connaître les raisons de son exil et réapprendre les voies de la Force, ou alors les tuer pour se venger de la décision qu'ils ont pris. Quel que soit le chemin emprunté, les Sith persécutent sans relâche l'exilé(e), et le joueur devra éliminer les trois seigneurs et reconstruire l'Ordre jedi, ou alors prendre le titre de Seigneur Noir des Siths.

Bien souvent, le joueur, en tant que jedi, sera confronté à des choix qui le feront basculer vers le Côté Lumineux, ou Obscur, de la Force. Il sera aidé par des alliés qu'il rencontrera tout au long de l'histoire, avec lesquels il pourra communiquer, pour en savoir plus sur leurs histoires personnelles ou leurs compétences cachées et développera de l'influence sur eux (il pourra ainsi, contrairement au premier épisode où cela était impossible, en former certains à l'usage de la Force, et en faire ainsi soit des Jedi soit des Jedi obscurs). Il devra explorer diverses planètes (Dantooine, Telos, Korriban, Onderon, Dxun, Nar Shaddaa, Peragus II, Malachor V...) pour y effectuer sa mission principale : soit rassembler les Maîtres Jedi rescapés pour vaincre le Triumvirat Sith, soit se venger d'eux en les tuant tous.
Il aura pour cela des armes (divisés en deux sortes : les armes de mêlée et les armes à distance), des vêtements, des équipements, des compétences, etc. Ces armes sont très variées, il est ainsi possible de s'équiper d'armes blanches (épées à lame simple ou double), de sabres lasers (encore une fois, il existe des variantes à lame simple ou double), ainsi que des blasters (pistolets, fusils, mitrailleuses,...). Chacune de ces armes présente des avantages et des inconvénients en combat.

### Histoire canonique
D'un point de vue canonique, le personnage principal est une femme humaine dénommée Meetra Surik, Jedi exilée et ayant suivi le côté lumineux de la Force avant comme après son bannissement de l'Ordre Jedi. Cette version est utilisée dans l'ensemble des livres adaptés de l'histoire du jeu, ainsi que par BioWare, qui dans son MMO Star Wars The Old Republic lui a donné (ainsi qu'à Revan) une apparence officielle. La destinée des deux personnages après KotOR et KotOR II est également donnée aux joueurs.

## Système de jeu
Le titre exploitant le même moteur que son prédécesseur, il n'offrira pas de nouveauté structurante quant à son fonctionnement : le principe du combat en tour par tour par lancer aléatoire est maintenu, les actions pré-programmables également. Le game over reste maintenu au même moment (K.O. des trois membres du groupe lors d'un même combat), les quêtes annexes autour d'une trame commune sont également de retour, les fiches de personnage et les dialogues arborescents également. Le moteur est cependant davantage poussé dans ses retranchements, permettant à KotOR II de nombreuses fonctionnalités supplémentaires par rapport à KotOR :

### Niveaux et Classe de personnage
Le joueur a maintenant la possibilité de monter jusqu'au niveau 50 (seulement 20 dans le premier opus). Il démarre également l'aventure directement avec un statut de Jedi et choisit l'une des trois classes de Jedi (Consulaire, Sentinelle ou Gardien), là ou le héros du premier KotOR ne faisait ce même choix que lorsqu'il entama sa formation aux arts Jedi en cours de jeu.
Plus tard dans l'histoire, le personnage pourra choisir une classe de prestige, sorte d'évolution et de spécialisation de sa classe de départ. Les classes de prestige peaufinent davantage le style de jeu d'un personnage, le rendant bien plus unique que dans le premier opus. Ces classes sont au nombre de 3 : Maître Jedi, Protecteur Jedi, Maître d'Armes Jedi... ou bien Seigneur Sith, Assassin Sith, ou Maraudeur Sith, selon l'alignement du personnage.

### L'arme des Jedi
Malgré le fait que le statut de Jedi soit directement acquis, ce n'est pas le cas du sabre laser, l'arme emblématique des Jedi : Le joueur - quand bien-même il reverra le sabre-laser qui fût le sien avant son bannissement - devra lui-même récolter les composants nécessaires pour en fabriquer un nouveau puis demander à son comparse Bao-Dur de le construire. Ceci n'est envisageable qu'à un certain point de l'histoire, lorsque le joueur commence à visiter les planètes à la recherche des derniers Maîtres Jedi, soit après quelques heures de jeu.

### Caractéristiques
Les caractéristiques ne changent pas dans ce deuxième opus : Force Physique, Dextérité, Constitution, Intelligence, Sagesse et Charisme sont réutilisés tels qu'ils furent dans le premier opus, sans aucune modification quant à leur usage.

### Compétences
Les compétences ne changent pas dans ce deuxième opus. De petites modifications ont cependant été ajoutées : si le nom des compétences apparaît entre crochets lors d'un dialogue, ce n'est pas forcément pour lancer un jet de réussite ou d'échec, mais aussi pour signaler que le personnage possède un degré de maîtrise suffisamment important dans cette compétence pour avoir notifié des détails dans la conversation, ou sur son interlocuteur (des incohérences, par exemple, ou des détails sur des droïdes).
De plus, si le joueur décide de contrôler un autre personnage que son personnage principal pour ouvrir une serrure, une porte, ou pirater un ordinateur, c'est le degré de maîtrise de compétence du personnage actuellement contrôlé par le joueur qui sera pris en compte, et pas forcément celui du personnage principal Il est ainsi possible de spécialiser chacun des personnages dans un domaine précis. Cela était déjà possible dans le premier opus sauf pour la compétence Premiers Secours puisqu'on ne pouvait pas utiliser un medipack sur une allié (uniquement sur soi) contrairement à KotOR II.
Si le joueur décide de ne pas utiliser ou investir de point dans la compétence Sécurité, il lui reste la possibilité d'attaquer la serrure à l'aide d'une arme ou d'une mine. Mais ce faisant, certains objets du contenant (dans le cas d'un container) risquent d'être détruits et rendus inutilisables (ils seront alors remplacés par l'objet Objet Détruit, qui n'a aucun usage). Tout au plus pourra-t-il récupérer quelques composants sur ces débris. Il est également possible de placer une mine sur une serrure de porte ou de container pour en provoquer l'ouverture. Il était également possible d'attaquer les serrures dans KotOR I mais sans le risque que les objets que contient le conteneur soient détruits, ce qui rendait la compétence Sécurité bien moins utile que dans KotOR II (elle n'y est utile que pour les containers impossibles à ouvrir en les attaquant).

### Dons
De nombreux dons ont été ajoutés dans cet opus, la plupart d'entre eux permettant notamment de convertir une compétence d'autre classe en compétence de classe, de régénérer plus rapidement les points de Force ou de vitalité, ou même de courir en mode camouflage. Certains de ces dons, par exemple, ne sont disponibles qu'une fois sa Classe de Prestige sélectionnée, et amélioreront par exemple le jet d'attaque au sabre-laser, voire à deux sabres-laser, etc.

### Pouvoirs
De nombreux pouvoirs ont été ajoutés, dont certains ne pouvant s'apprendre qu'à des moments spécifiques du jeu. Certains de ces nouveaux pouvoirs y sont restreints à une classe de prestige spécifique : souvent les Classes de Seigneur Sith ou Maître Jedi, les classes spécialisées dans la maîtrise de la Force. Ces pouvoirs servent par exemple à dévier les tirs sans sabre-laser, augmenter l'attaque et la défense (tel la méditation de combat),à résister au poison, apporter des soins plus intenses à l'équipe (comme la guérison de maître), remettre les coéquipiers mis à terre en état de combattre,  etc

### Planètes
Le joueur, comme dans le premier opus, est amené à visiter un certain nombre de planètes, la plupart dans l'ordre qu'il souhaite. Il devra tout d'abord tenter de s'enfuir de la station minière Péragus II (le tutoriel) et partira sur Télos IV - Station Citadelle - où lui et ses coéquipiers seront arrêtés par les Forces de Sécurité de Télos, l'organisation qui fait office de police a bord de la station. Après sa libération, le joueur pourra s'il le souhaite aider les FST à régler les problèmes de criminalité de la station) puis descendre sur la vraie Télos IV, et, enfin, il lui sera proposé de visiter 5 planètes dont quatre dans l'ordre qu'il veut. Il devra visiter Ondéron, Nar Shaddaa,une Korriban et une Dantoinne qui ont bien changées depuis la guerre civile des jedi (KotOR I) et, enfin, la finale, Malachor V, où sa mission principale sera de tuer Dark Sion et Dark Traya, qu'il soit du côté lumineux ou obscur. Il pourra retourner sur la Station Citadelle  quand il veut. Il ne pourra en revanche pas revenir à Péragus II, bien qu'elle apparaisse toujours sur la carte de la galaxie de L'Ebon Hawk (dont le personnage principal, le fameux Revan de KOTOR I était déjà le capitaine). C'est dans ce vaisseau que le joueur affrontera Visas Marr, une apprentie du seigneur Dark Nihilus, qu'importe qu'il soit du côté lumineux ou Obscur. Après avoir goûté la défaite, elle rejoint le groupe du joueur.

### Techniques de sabre laser
Après avoir retrouvé certains Maîtres Jedi, le joueur pourra se voir enseigner par ce dernier, s'il lui laisse la vie sauve, une technique de sabre laser, suivant sa classe. Une technique est spécifique à une certaine situation (un seul adversaire armé d'un blaster, plusieurs adversaires armés de blasters, un adversaire de corps à corps, plusieurs adversaires de corps à corps...). L'utilisation d'une technique influe sur les statistiques du joueur pour l'adapter à la situation. Si le joueur décide de tuer le maître Jedi, il pourra également apprendre la même technique au cours du combat.
Un joueur qui choisit comme classe de prestige Maître Jedi ou Seigneur Sith  (les classes orientées Force pure) ne pourra utiliser que trois techniques : Shii Cho, Makashi et Soresu; par contre, s'il choisit Maître d'Armes Jedi ou Maraudeur Sith (les classes orientées vers le combat pur), il en contrôlera six.
Shii Cho : Puissant contre beaucoup d'adversaires.
Makashi : Puissant en corps à corps mais faible à la parade de tirs de blaster.
Soresu : Puissant contre les tirs de blaster mais faible contre plusieurs adversaires.
Ataru : Puissant contre un seul adversaire mais faible contre plusieurs adversaires.
Shien : Puissant contre les tirs de blaster mais faible contre un seul adversaire.
Niman : Équilibré.
Juyo : Puissant contre un seul adversaire mais faible contre la Force.

### Objets
Les objets ont subi de nombreuses modifications. Désormais, le joueur dispose de deux cases d'équipement supplémentaires (Arme gauche 2 et Arme droite 2), qui représentent une seconde configuration d'armes, pour pouvoir en changer rapidement (notamment en combat). Le joueur peut ainsi choisir, par exemple, une première configuration constituée d'armes au corps à corps, et une seconde configuration d'attaque à distance.
Les établis ont également été améliorés. Quasiment toutes les armes et armures peuvent être améliorées, et peuvent maintenant recevoir des améliorations différentes dans une même case. Les objets inutiles peuvent être décomposés en composants, réutilisables par la suite pour créer de nouveaux objets : armes, armures, et même améliorations pour objets ! Pour créer un nouvel objet/amélioration, le joueur aura besoin de composants, et d'un degré de maîtrise de la compétence spécifiée suffisamment élevé. Plus le degré de maîtrise du joueur est élevé, plus la gamme d'objet pouvant être construits s'étend. Si on prend en compte le fait que les autres personnages peuvent également utiliser l'établi avec leurs propres compétences (qui peuvent selon le personnage sélectionné surclasser les compétences du personnage principal), cela permet la création d'objets et d'améliorations surpuissantes.
Le sabre laser a également été grandement amélioré : le nombre de cases d'améliorations passe à 6 : outre les 3 cases destinées aux cristaux, 3 cases supplémentaires accueillent désormais des améliorations pour une cellule d'énergie, une lentille de focalisation, et une plateforme d'émission de la lame. Il est ainsi possible de personnaliser complètement son sabre laser (d'un point de vue technique en tout cas, l'apparence visuelle des poignées ne pouvant être changée qu'avec des mods), et de faire ainsi de son sabre-laser une arme très puissante.
La gamme disponible des cristaux s'étend également : outre les cristaux d'améliorations, dont de nouveaux types apparaissent, quatre nouvelles couleurs de lames deviennent disponibles (sous réserve de posséder le cristal de couleur ad hoc) : orange, argent, bleu cyan et viridien.
Un nouveau type d'établi apparaît : la station-labo. La station-labo permet la décomposition des objets en produits chimiques, pour une utilisation ultérieure. Peuvent ainsi être créés sur une station-labo médipacs, stimulants, mines et grenades, en utilisant ses compétences de Démolition, de Vigilance et de Premiers Secours...

### Pazaak

#### Les règles
Le pazaak est un jeu de cartes très populaire sous l'ancienne république, et pratique pour gagner des crédits. Presque chaque planète comporte au moins un joueur de pazaak, dont la mise maximale peut varier. Le principe du jeu le fait étrangement ressembler au Blackjack. Le but du jeu est d'approcher plus près de la valeur 20 que son adversaire, sans la dépasser.
Le jeu oppose deux joueurs, chacun possédant deux paquets de cartes :
- Un paquet principal de cartes vertes, comportant plusieurs séries numérotées de 1 à 10 et identique à tous les joueurs.
- Un paquet secondaire, composé de cartes variées (voir la section Les Cartes ). Au début de la partie, le joueur devra sélectionner 10 cartes de ce paquet secondaire, puis 4 cartes de ce paquet seront tirées au hasard pour former la Main du joueur, qui lui servira pendant la partie.

Le premier tour commence alors. Le premier joueur dépose automatiquement une carte de son jeu principal sur la table. Le joueur peut à ce moment-là, s'il le souhaite, poser une carte de sa Main, influant ainsi sur son score actuel. La Main, cependant, ne se rechargeant pas au cours d'une partie, le joueur est invité à user de ces quatre cartes sélectionnées avec soin et parcimonie. Une fois sa carte jouée, deux options s'offrent alors au joueur :
- Fin du tour : Le joueur signale qu'il a terminé son tour, et c'est au joueur suivant de jouer. Cela continue jusqu'à ce qu'un joueur se déclare « Servi », qu'il dépasse 20, qu'il atteigne 20 exactement, ou qu'il remplisse la table (les 9 cases prévues pour les cartes).
- Servi : Le joueur s'estime suffisamment proche de 20 pour se sentir en sécurité. Il se déclare alors « Servi » , gèle son score, et ne joue plus pendant le reste de la manche. Le joueur adverse joue alors en solo jusqu'à ce qu'il se déclare « Servi » à son tour, qu'il dépasse 20, qu'il atteigne 20 exactement, ou qu'il remplisse la table (les 9 cases prévues pour les cartes).

Un joueur qui atteint exactement 20 est automatiquement « Servi ».

#### Gagner la manche
Le joueur dispose de 3 façons de gagner la manche :
- Si les deux joueurs se déclarent « Servis » de leur propre chef, celui qui a le score le plus élevé gagne la manche (à condition que celui-ci ne soit pas supérieur à 20).
- Si un joueur dépasse 20, et s'il n'apporte pas (ou ne peut apporter) une correction avec une carte de sa Main, il « Saute », et perd automatiquement la manche.
- Si un joueur remplit les neuf cases sans dépasser 20, il gagne automatiquement, même si le score total est inférieur à celui de son adversaire, et même en cas de match nul.

Un joueur qui remporte 3 manches gagne la partie et la mise (s'il y en a une).
Note :L'Ithorien de l'aire d'atterrissage de Dantooine proposera comme mise des pièces d'améliorations d'armure.

#### Les cartes
Il existe 7 types de cartes au pazaak, dans ce deuxième opus : 
- Les cartes vertes du jeu principal. Tous les jeux principaux sont identiques d'un joueur à l'autre.
- Les cartes « Plus », bleues. Lorsqu'elles sont posées, elles ajoutent leur valeur au score actuel. Leurs valeurs varient de +1 à +6.
- Les cartes « Moins », rouges. Lorsqu'elles sont posées, elles ôtent leur valeur du score actuel. Leurs valeurs varient de -1 à -6.
- Les cartes « Plus-Moins », bleues et rouges, confèrent un formidable avantage au joueur. En effet, elles peuvent aussi bien prendre une valeur positive que négative, selon le bon vouloir du joueur, qui peut configurer de telles cartes même en cours de partie. Bien évidemment, ces cartes sont beaucoup plus rares et plus chères que les autres cartes Plus et Moins. Leurs valeurs varient de +1/-1 à +6/-6.
- La carte +/- 1/2 est une carte de type +/- dont la valeur peut être changée entre 1 et 2.
- Les cartes « Inversion », jaunes, comportent deux chiffres dessus. Lorsqu'elles sont posées, elles inversent la valeur des cartes déjà posées, dont les numéros correspondent à ceux de la carte « Inversion ». Par exemple, la pose d'une carte 2&4 provoquera la transformation de tous les 2 et 4 déjà posés en -2 et -4. Existent en version 2&4 et 3&6.
- La carte « Double », comme son nom l'indique, double la valeur de la dernière carte jouée. Mebla Dule (joueuse à la cantina de la Station Citadelle de Télos) est supposée la donner au joueur lorsqu'elle est battue.
- La carte dite de « Tiebreak », qui agit comme une carte +1/-1, mais fait gagner le joueur qui l'a posée en cas de match nul. La créature à tête de rongeur s'exprimant par sifflements, près de la cantina de Nar Shaddaa, est supposé la donner au joueur après qu'il a battu au pazaak les membres de la cantina, ainsi que ladite créature.

Les joueurs doivent constituer eux-mêmes leur jeu secondaire. Chaque jeu secondaire peut être différent d'un joueur à l'autre. Le personnage du joueur aura la possibilité de trouver de telles cartes, ou de les acheter. Le prix d'une carte est inversement proportionnel à sa valeur : ainsi, une carte -6 coûtera beaucoup moins cher qu'une carte -1.

### Courses de fonceurs
Dans ce deuxième opus, le joueur peut maintenant faire effectuer des bonds à son fonceur pour éviter les obstacles. Le joueur aura la possibilité de courir sur la Station Citadelle de Télos, sur Nar Shaddaa et sur Onderon.

### Alliés et compagnons de quête
Le personnage principal rencontre plusieurs compagnons au cours de son aventure, Ceux-ci pouvant être rencontrés de manière amicale ou d'un conflit, certains même de manière contrainte, comme le droïde G0-T0. Tout comme dans le premier opus, le joueur peut demander à certains de lui fabriquer des objets. Comme par exemple, Canderous (alias Mandalore) peut lui fournir des stimulants pour l'aider au combat, ou encore, Bao-Dur peut lui donner des boucliers à énergie qui lui permettent de résister aux tirs durant quelques minutes. Le joueur peut, comme dans le premier opus, choisir les compagnons qui l'escorteront et qui l'aideront durant une situation de combat, réduisant ainsi les chances de mourir.Il peut aussi tout à fait choisir de sortir seul. Mais à certains moments spécifiques, il devra être accompagné de personnages spécifiques ou devra en désigner pour partir en mission sans lui. Enfin, certains compagnons ne rejoignent le joueur qu'en fonction de son alignement (dualité côté lumineux/obscur de la Force).
Distribution de la VO:
Note: Les comédiens (aussi bien en VF qu'en VO) ayant leur personnage (tel que Carth Onasi, Canderous Ordo, etc) qui réapparaissent dans cette suite reprennent leur rôle
Kreia: Sara Kestelman
Atton Rand: Nicky Katt
Mandalore: John Cygan
Dark Sion: Louis Mellis
Vrook Lamar: Edward Asner
Bastila Shan: Jennifer Hale
Carth Onasi: Raphael Sbarge
Servante-Brianna: Grey Delisle
Mira: Emily Berry
HK-47-HK-50: Kristoffer Tabori
Bao-Dur: Roger G. Smith
Bande-Originale:
La bande-originale a été composée par Mark Griskey. Les musiques du premier opus (le thème des sith, par exemple) encore présentes sont composées par Jeremy Soule.

## Distribution de la version française
- Kreia : Danièle Hazan
- Atton Rand : Cédric Dumond
- Mandalore : Hervé Caradec
- G0-T0 : Gabriel Le Doze
- Dark Sion : Patrick Borg
- Vrook Lamar : Martial Le Minoux
- Lieutenant Grenn : Marc Alfos
- Jana Lorso : Claire Guyot
- Zherron : Patrick Béthune
- Berun Modrul : Éric Legrand
- Terena Adare : Marie Vincent
- Carth Onasi : Tony Joudrier
- Bastila Shan : Véronique Desmadryl

## Accueil

### Critiques
Star Wars KotOR II a été relativement bien accueilli par la critique française, il écope ainsi d'un 7/10 sur le site Gamekult qui loue sa durée de vie et son scénario mieux maîtrisé et plus profond, ainsi qu'une qualité d'écriture bien supérieure, mais regrette un aspect graphique similaire au précédent épisode et des finitions lamentables.
Il écope en outre d'un 15/20 par le rédacteur Dinowan du site Jeuxvideo.com, qui souligne un titre intéressant mais déséquilibré, dépassé techniquement, et au scénario flou et chaotique.

## UniversLégendes
À la suite du rachat de la société Lucasfilm par The Walt Disney Company, tous les éléments racontés dans les produits dérivés datant d'avant le 26 avril 2014 ont été déclarés comme étant en dehors du canon et ont été regroupés sous l’appellation « Star Wars Légendes ».